# Liste des conseillers d'État du canton de Glaris
Cette page présente la liste des conseillers d'État du canton de Glaris. 

## Législature 2022-2026
Date de l'élection : 13 février 2022
- Kaspar Becker (LC), département des constructions et de l'environnement. Vice-président de 2022 à 2024
- Andrea Bettiga (de) (PLR), département de la sécurité et de la justice
- Markus Heer (PS), département de la formation et de la culture
- Marianne Lienhard (UDC), département de l'économie et de l'intérieur
- Benjamin Mühlemann (PLR), département des finances et de la santé. Président de 2022 à 2024

## Législature 2018-2022
Date de l'élection : 4 mars 2018,
- Kaspar Becker (PDC)
- Andrea Bettiga (de) (PLR). Président de 2018 à 2020[4]
- Marianne Lienhard (UDC). Présidente de 2020 à 2022[5]
- Benjamin Mühlemann (PLR)
- Rolf Widmer (de) (PDC)

## Législature 2014-2018
Date de l'élection : 9 février 2014
- Andrea Bettiga (de) (PLR).
- Marianne Lienhard (UDC)
- Robert Marti (de) (PBD). Président de 2014 à 2016[7]
- Benjamin Mühlemann (PLR)
- Rolf Widmer (de) (PDC). Président de 2016 à 2018

## Législature 2010-2014
Date de l'élection : 7 mars 2010,
- Andrea Bettiga (de) (PLR). Président de 2012 à 2014[9]

- Christine Bickel (PS)

- Marianne Dürst (PRD), département de l'économie et de l'intérieur

- Robert Marti (de) (PBD)

- Rolf Widmer (de) (PDC)

## Législature 2006-2010
Date de l'élection : 12 février 2006. Élection complémentaire : 6 avril 2008 (1er tour) et 20 avril 2008 (2e tour),,
- Marianne Dürst (PRD), département de l'économie et de l'intérieur. Présidente de 2008 à 2010
- Pankraz Freitag (PRD). Remplacé en 2008 par Andrea Bettiga (PRD)
- Jakob Kamm (de) (PS)
- Robert Marti (de) (UDC/PBD). Président de 2006 à 2008[12]
- Rolf Widmer (de) (PDC)

## Législature 2002-2006
Date de l'élection : 17 mars 2002 (1er tour) et 7 avril 2002 (2e tour). Élection complémentaire : 8 février 2004 (1er tour) et 22 février 2004 (2e tour)
- Marianne Dürst(PRD), département de l'économie et de l'intérieur
- Pankraz Freitag (PRD)
- Rudolf Gisler (PDC). Remplacé en 2004 par Rolf Widmer (PDC)
- Jakob Kamm (de) (PS). Président[13]
- Willy Kamm (de) (PRD)
- Robert Marti (UDC)
- Franz Schiesser (PS)

## Législature 1998-2002
Date de l'élection : 15 mars 1998
- Marianne Dürst (PRD), département de l'économie et de l'intérieur
- Pankraz Freitag (PRD)
- Rudolf Gisler (de) (PDC). Président[14]
- Jakob Kamm (de) (PS)
- Willy Kamm (de) (PRD)
- Robert Marti (UDC)
- Christoph Stüssi (UDC)

## Législature 1994-1998
Date de l'élection : 20 avril 1994. Élections complémentaires : 1996, 16 mars 1997 (1er tour) et 6 avril 1997 (2e tour)
- Rudolf Gisler (de) (PDC)
- Jakob Kamm (de) (PS)
- Werner Marti (PS)
- Kaspar Rhyner (de) (PRD)
- Christoph Stüssi (de) (UDC). Président[16]
- Fritz Weber (de) (PRD). Remplacé en 1996 par Willy Kamm (de) (PRD)
- Kaspar Zimmermann (UDC). Remplacé en 1997 par Robert Marti (UDC)

## Législature 1990-1994
Date de l'élection : 18 mars 1990
- Rudolf Gisler (de) (PDC)
- Jules Landolt (PDC). Président[17]

- Werner Marti (PS)
- Kaspar Rhyner (de) (PRD)

- Christoph Stüssi (de) (UDC)
- Fritz Weber (de) (PRD)
- Kaspar Zimmermann (UDC)

## Législature 1986-1990
Date de l'élection : 8 juin 1986. Élection complémentaire : 6 mars 1988
- Martin Brunner (PS)[18]
- Emil Fischli (PDC)
- Fritz Hösli (UDC). Remplacé en 1988 par Kaspar Zimmermann (UDC)
- Jules Landolt (PDC)
- Kaspar Rhyner (de) (PRD)

- Christoph Stüssi (de) (UDC)
- Fritz Weber (de) (PRD). Président[19]